# SN 2006gy

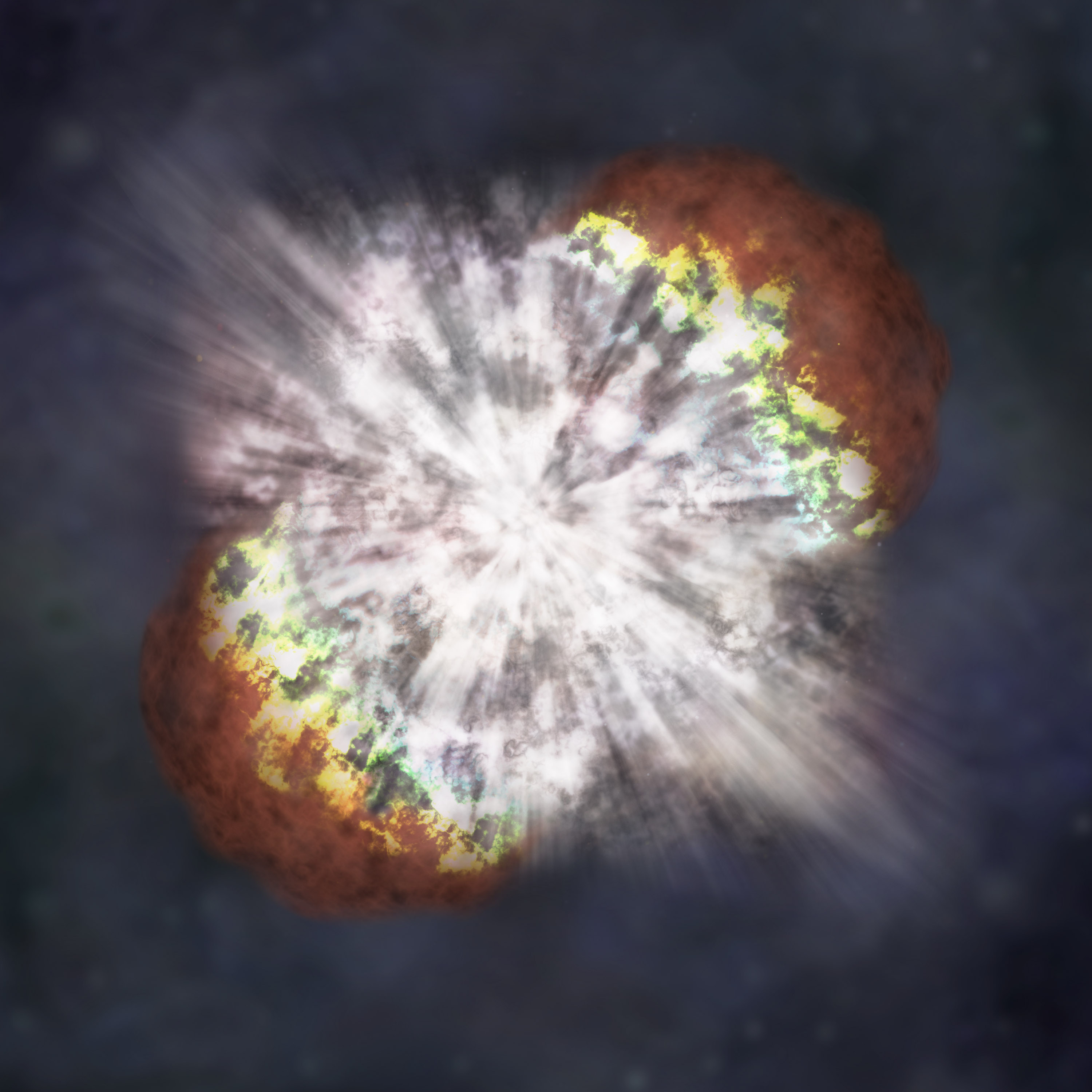
Ilustração de um artista que mostra como o SN 2006gy pode ter sido visto de perto

SN 2006gy foi uma supernova extremamente energética, às vezes referida como uma hipernova ou quark-nova, que foi descoberta em 18 de setembro de 2006. Foi observada pela primeira vez por Robert Quimby e P. Mondol, depois estudada por várias equipes de astrônomos usando instalações que incluíam os observatórios Chandra, Lick e Keck. Em maio de 2007, a NASA e vários dos astrônomos anunciaram as primeiras análises detalhadas da supernova, descrevendo-a como a "explosão estelar mais brilhante já registrada".  Em outubro de 2007, Quimby anunciou que SN 2005ap tinha quebrado o recorde de SN 2006gy como o supernova mais brilhante, e várias descobertas subseqüentes são ainda mais brilhantes. A revista Time listou a descoberta da SN 2006gy como a terceira em suas Top 10 descobertas científicas para 2007.

## Características
SN 2006gy ocorreu em uma galáxia distante (NGC 1260), aproximadamente 238 milhões de anos-luz (73 megaparsecs) de distância. Portanto, devido ao tempo que levou luz da supernova para chegar à Terra, o evento ocorreu cerca de 238 milhões de anos atrás. A energia irradiada pela explosão foi estimada em 10 51ergs (10 44 J ), tornando-a cem vezes mais potente do que a típica explosão de supernova que irradia 10 49 erg (10 42 J) de energia. Embora em seu pico a supernova SN 2006gy fosse intrinsecamente 400 vezes mais luminosa que SN 1987A, que era brilhante o suficiente para ser vista a olho nu, SN 2006gy era mais de 1.400 vezes mais distante do que SN 1987A e muito distante para ser vista sem um telescópio.
O SN 2006gy é classificada como uma supernova tipo II porque mostra linhas de hidrogênio em seu espectro, embora o brilho extremo indique que é diferente de uma supernova tipo II típica. Vários mecanismos possíveis foram propostos para uma explosão tão violenta, todos exigindo uma estrela progenitora muito maciça. As explicações mais prováveis envolvem a conversão eficiente de energia cinética explosiva para radiação por interação com material circunstancial, semelhante a uma supernova tipo IIn, mas em uma escala maior. Tal cenário pode ocorrer após a perda de massa de 10 ou mais M ☉ numa erupção de uma variável luminosa azul, ou através de ejeções de instabilidade do par pulsacional. Denis Leahy e Rachid Ouyed, cientistas canadenses da Universidade de Calgary propuseram que SN 2006gy foi o nascimento de uma estrela de quarks.

## Semelhanças com Eta Carinae
Eta Carinae (η Carinae ou η Car) é uma estrela hipergigante luminosa situada aproximadamente 7.500 anos-luz da Terra na galáxia da Via Láctea. Eta Carinae é 32.000 vezes mais próxima do que SN2006gy, então sua luz será aproximadamente um bilhão de vezes mais brilhante. Estima-se que Eta Carinae seja semelhante em tamanho à estrela progenitora de SN2006gy. Dave Pooley, um dos descobridores da SN2006gy, diz que se Eta Carinae explodir de forma semelhante, seria brilhante o suficiente para que se pudesse vê-la nas noites da Terra e até mesmo ser visível durante o dia. A magnitude aparente de SN 2006gy (m) é 15,  assim como um evento similar em Eta Carinae terá um m de aproximadamente -7.5. Segundo o astrofísico Mario Livio , isso poderia acontecer a qualquer momento, mas o risco para a vida na Terra seria baixo.